# Panacanthus cuspidatus
Panacanthus cuspidatus är en insektsart som först beskrevs av Bolívar, I. 1881.  Panacanthus cuspidatus ingår i släktet Panacanthus och familjen vårtbitare. Inga underarter finns listade i Catalogue of Life.